# Алиева, Сакина Аббас кызы
Сакина Аббас кызы Алиева (азерб. Səkinə Abbas qızı Əliyeva) — азербайджанский советский хозяйственный, государственный и политический деятель.

## Биография
Родилась в 1925 году в Нахичевани. Член КПСС.
С 1951 года — на хозяйственной, общественной и политической работе. В 1951—1990 гг. — инструктор Нахичеванского областного комитета КП(б) Азербайджана, заведующая Отделом Нахичеванского областного комитета КП Азербайджана, руководитель Лекторской группы Нахичеванского областного комитета КП Азербайджана, министр просвещения Нахичеванской АССР, секретарь Нахичеванского областного комитета КП Азербайджана. Избиралась депутатом Верховного Совета Азербайджанской ССР 6—11-го созывов. В 1964 году была избрана председателем Президиума Верховного Совета Нахичеванской АССР, став первой в истории азербайджанкой-главой парламента. Находилась на этой должности и после 19 января 1990 года, когда ВС Нахичевани в одностороннем порядке принял решение об отделении автономной республики от СССР. В апреле 1990 года отстранена от должности и в дальнейшем политикой не занималась.
В 2002 году удостоена Персональной стипендии Президента Азербайджанской Республики.
Умерла в 2010 году.